# Douglas Henry Currie
Douglas Henry Currie, britanski general, * 1892, † 1966.